# Hans-Martin Lohmann

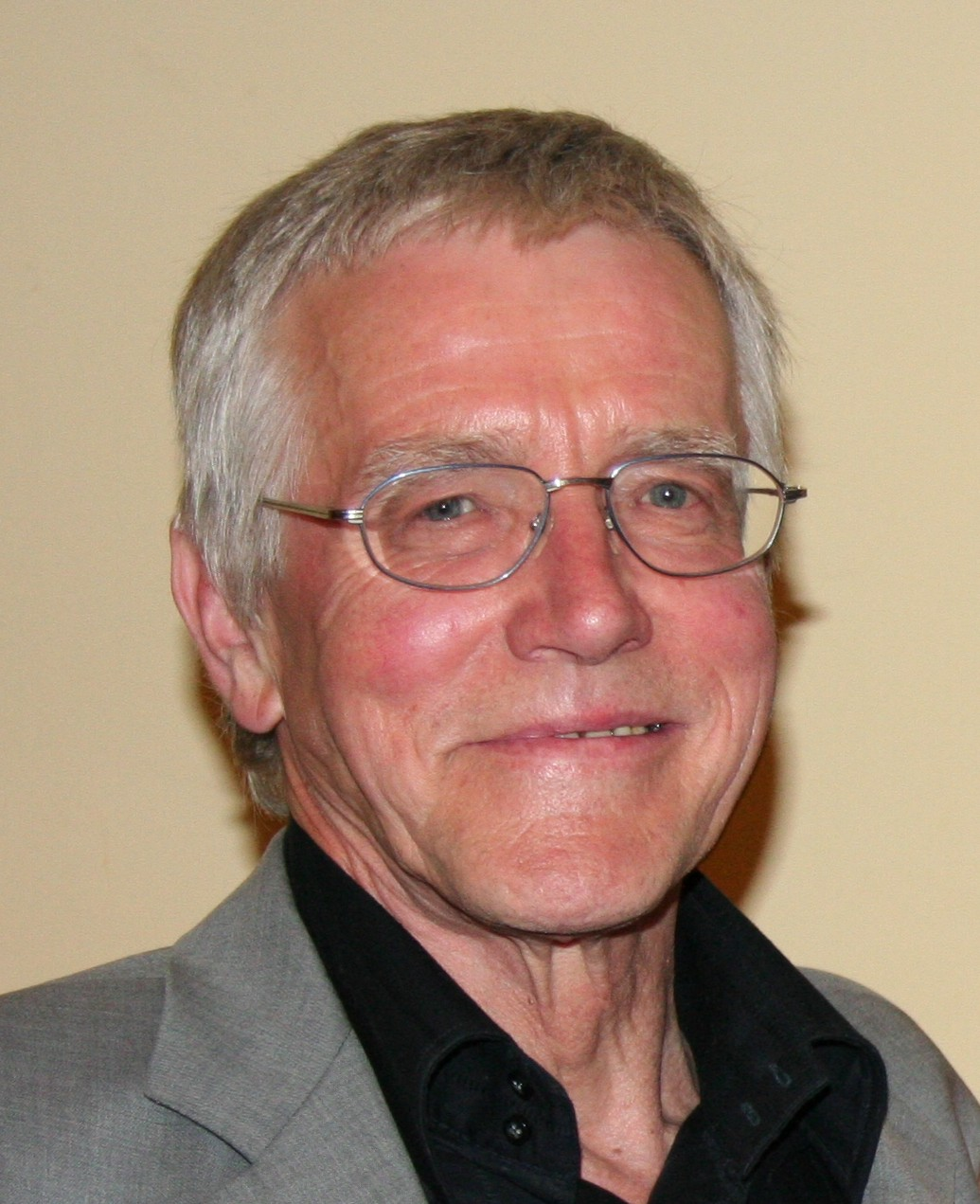
Hans-Martin Lohmann 2006

Hans-Martin Lohmann (* 26. Januar 1944 in Bergneustadt; † 5. Mai 2014 in Frankfurt am Main) war ein deutscher Publizist und Chefredakteur der psychoanalytischen Fachzeitschrift Psyche.

## Leben
Lohmann wurde als Sohn des späteren Bergneustädter Pfarrers Klaus Lohmann geboren. Er studierte in Bonn und Düsseldorf Germanistik, Philosophie und Politikwissenschaft und arbeitete über die Frankfurter Schule. Von 1974 bis 1979 war er Wissenschaftslektor im Suhrkamp Verlag.
Von 1981 bis 2002 lebte Lohmann in Heidelberg. Er war von 1979 bis 1986 Redakteur der psychoanalytischen Fachzeitschrift „Psyche“ und bis 1992 als freiberuflicher Publizist tätig. Anschließend war er bis 1997 Chefredakteur der „Psyche“. Ab 2002 lebte er als freier Publizist wieder in Frankfurt am Main.
Lohmann schrieb für Tageszeitungen, Zeitschriften und Rundfunk und befasste sich vor allem mit den Themen Marxismus und Geschichte der Arbeiterbewegung, Psychoanalyse, Leben und Werk Sigmund Freuds sowie Faschismus und Judenvernichtung. Zu seinen wichtigsten Veröffentlichungen gehören Psychoanalyse und Nationalsozialismus (Hrsg.), Freud zur Einführung, das Freud-Handbuch und Marxismus. Außerdem veröffentlichte er die Rowohlt-Monographien über Alexander Mitscherlich und Sigmund Freud. Ab 2010 gab er im Reclam-Verlag kommentierte Einzelschriften von Freud heraus.
Ab 1986 war Hans-Martin Lohmann mit Gabriele Raether verheiratet.

## Schriften (Auswahl)
Als Autor:
- Freud zur Einführung. Junius Verlag, Hamburg 1986, ISBN 3-88506-823-0.
- Alexander Mitscherlich. Rowohlt Taschenbuch Verlag, Reinbek 1987, ISBN 3-499-50365-4.
- Mit Ossip K. Flechtheim: Marx zur Einführung. Junius Verlag, Hamburg 1988, ISBN 3-88506-842-7.
- Geisterfahrer. Blanqui, Marx, Adorno & Co. 22 Portraits der europäischen Linken. Junius Verlag, Hamburg 1989, ISBN 3-88506-412-X.
- Sigmund Freud. Rowohlt Taschenbuch Verlag, Reinbek 1998, ISBN 3-499-50601-7.
- Marxismus. Campus Verlag, Frankfurt am Main/New York 2001, ISBN 3-593-36777-7.
- Freud für die Westentasche. Piper Verlag, München/Zürich 2006, ISBN 3-492-04892-7.

Als Herausgeber:
- Das Unbehagen in der Psychoanalyse. Eine Streitschrift. Qumran Verlag, Frankfurt am Main/Paris 1983, ISBN 3-88655-181-4.
- Die Psychoanalyse auf der Couch. Qumran Verlag, Frankfurt am Main/Paris 1984, ISBN 3-88655-191-1.
- Psychoanalyse und Nationalsozialismus. Beiträge zur Bearbeitung eines unbewältigten Traumas. Fischer Taschenbuch Verlag, Frankfurt am Main 1984, ISBN 3-596-26780-3.
- Hundert Jahre Psychoanalyse. Bausteine und Materialien zu ihrer Geschichte. Verlag Internationale Psychoanalyse, Stuttgart 1996, ISBN 3-608-91780-2.
- Mit Joachim Pfeiffer: Freud-Handbuch. Leben, Werk, Wirkung. Verlag J. B. Metzler, Stuttgart/Weimar 2006, ISBN 3-476-01896-2.